# Tasimiidae
Tasimiidae (лат.) — семейство ручейников подотряда Integripalpia. Около 10 видов.

## Описание
Южная Америка (Чили), Австралия. Личинки живут в подводных домиках из песчинок и мелких камешков; питаются органическими остатками (перифитоном) на камнях.

## Систематика
Семейство включает 4 рода, два из которых обитают в Чили, а два других в юго-восточной Австралии и на Тасмании. Семейство было выделено в 1968 году (Riek, 1968) для рода Tasimia, оригинально описанного в составе семейства Sericostomatidae. Род Trichovespula первоначально был включён в семейство Lepidostomatidae, и позднее перенесён Флинтом (Flint, 1969) в состав Tasimiidae.
- Charadropsyche Flint, 1970 — Чили[4]
  - Charadropsyche penicillata Flint, 1970
- Tasiagma Neboiss, 1977 — Австралия
  - Tasiagma ciliata Neboiss, 1977
  - Tasiagma eremica Neboiss, 1986
- Tasimia Mosely, 1936 — Австралия, Тасмания, Новая Зеландия
  - Tasimia atra (Banks, 1939)
  - Tasimia denticulata Jacquemart, 1965
  - Tasimia drepana Neboiss, 1977
  - Tasimia natasia Mosely in Mosely & Kimmins, 1953
  - Tasimia palpata Mosely, 1936
- Trichovespula Schmid, 1955 — Чили
  - Trichovespula macrocera Schmid, 1955